# 커먼푸나레
커먼푸나레(Thrichomys apereoides)는 가시쥐과에 속하는 남아메리카 설치류이다. 브라질의 토착종이다.